# Luis Flores Cordero
Luis Alejandro Flores Cordero (Desamparados, San José, Costa Rica, 23 de enero de 1994), conocido deportivamente como Luis Flores, es un futbolista costarricense que juega de lateral derecho en el Club Sport Cartaginés de la Primera División de Costa Rica.

## Trayectoria

### Deportivo Saprissa
Luis Flores es cantera del Deportivo Saprissa. Apareció en la suplencia a partir del Campeonato de Verano 2013, bajo las órdenes del entrenador Ronald González. Sin embargo, no tuvo su debut deportivo y desapareció de las convocatorias.
Un año después fue considerado por segunda ocasión, específicamente para el Campeonato de Verano 2014, con el mismo director técnico. Permaneció en el banquillo en el partido de la jornada 4 contra Limón, pero no vio acción. El resultado culminó en empate. Por otra parte, el conjunto saprissista llegó a la ronda eliminatoria y venció a la Universidad de Costa Rica en las semifinales. Por último, se coronó campeón por trigésima vez luego de derrotar a Alajuelense con marcador global de 1-0.
Debido a las numerosas ausencias de muchos de sus compañeros por motivos de selección, su club hizo frente al Torneo de Copa 2015 con una escuadra mayoritariamente alternativa. La primera fase se llevó a cabo el 8 de julio, en la visita al Estadio Edgardo Baltodano. El rival fue Guanacasteca y el futbolista debutó como titular del entrenador Jeaustin Campos. Sus compañeros Ulises Segura y Keilor Soto anotaron para el triunfo de 1-2. La segunda etapa se desarrolló cuatro días después contra Pérez Zeledón en el Estadio "Coyella" Fonseca. El empate de 0-0 prevaleció al término de los 90 minutos, por lo que los penales fueron requeridos para decidir el ganador. Las cifras de 5-6 eliminaron a su conjunto de la competición.
El 2 de agosto comenzó el Campeonato de Invierno 2015, donde el jugador quedó en la suplencia en el Estadio Rosabal Cordero, en la victoria de 0-2 ante Belén, con goles de sus compañeros Deyver Vega y Ariel Rodríguez.  Su debut debió esperar hasta el 12 de agosto, en el triunfo de 0-3 sobre Carmelita. Flores, no fue convocado en la primera fecha de la Concacaf Liga de Campeones del 20 de agosto, frente al W Connection de Trinidad y Tobago; partido que finalizó con victoria 4-0. Cinco días después, se dio el segundo juego de la competición internacional contra el Santos Laguna de México. La anotación de Marvin Angulo por medio de un tiro libre, y el gol en propia meta de Néstor Araujo, hicieron que el resultado definitivo terminara con triunfo de 2-1. No obstante, el 16 de septiembre, los tibaseños perdieron contra el equipo trinitario con marcador de 2-1, lo que repercutió, al día siguiente, en la rescisión de los contratos de Jeaustin Campos y José Giacone del banquillo. Dos días después, se confirmó a Douglas Sequeira como director técnico interino. El Saprissa no logró avanzar a la siguiente ronda del torneo de la Concacaf debido a una derrota de 6-1 frente al Santos Laguna. El 26 de octubre se hizo oficial la incorporación del entrenador Carlos Watson. El 9 de diciembre, su club aseguró la clasificación a la siguiente ronda del torneo tras derrotar 5-0 a Liberia, llegando de tercer lugar en la tabla de posiciones. El partido de ida de las semifinales se dio en el Estadio Ricardo Saprissa contra el Herediano, efectuado el 13 de diciembre. El marcador fue de 3-0, victoria para su equipo. A pesar de la derrota 2-0 en el juego de vuelta, su club avanzó con marcador agregado de 2-3. El encuentro de ida de la final se desarrolló el 20 de diciembre y jugando de local contra Liga Deportiva Alajuelense; el resultado terminó 2-0 a favor de Saprissa y su compañero Francisco Calvo marcó ambos goles a los minutos 57' y 67'. El último partido se realizó tres días después en el Estadio Morera Soto, Luis no fue tomado en cuenta y las cifras de 1-2 le permitieron a su equipo sellar el campeonato y ganar de forma exitosa la estrella «32» en su historia. En total el futbolista contabilizó 3 apariciones.
La jornada 1 del Campeonato de Verano 2016 se efectuó el 17 de enero contra el conjunto de Belén, en el Estadio Ricardo Saprissa, con la responsabilidad de defender el título de campeón. Aunque su equipo empezó perdiendo desde el primer minuto del juego, logró remontar y ganar con marcador de 2-1, con goles de sus compañeros Daniel Colindres y David Ramírez. Al término de la etapa regular de la competencia, su club alcanzó la segunda posición de la tabla, por lo que clasificó a la ronda eliminatoria. El 30 de abril se efectuó la semifinal de ida en el Estadio Morera Soto ante Alajuelense; el marcador terminó en pérdida de 2-0. El 4 de mayo, su equipo llegó a la vuelta con la responsabilidad de revertir lo ocurrido. No obstante, el resultado finalizó de nuevo en derrota, siendo esta vez con cifras de 1-3, sumado a esto que el global fue de 1-5. Con lo obtenido en la serie, su club perdió la posibilidad de revalidar el título tras quedar eliminados. El lateral derecho no jugó en el torneo.

## Selección nacional
El 28 de enero de 2024, fue convocado por el director técnico Gustavo Alfaro para un partido amistoso en fecha no FIFA contra El Salvador. El 2 de febrero debutó contra El Salvador, Cordero ingresó al minuto 54 por la victoria 2-0.

## Clubes
| Club                  | País       | Año               |
| --------------------- | ---------- | ----------------- |
| Deportivo Saprissa    | Costa Rica | 2013 - 2016       |
| Sporting San José     | Costa Rica | 2016 - 2024       |
| Club Sport Cartaginés | Costa Rica | 2025 - Actualidad |

## Palmarés

### Títulos nacionales
| Título                         | Club               | País       | Año  |
| ------------------------------ | ------------------ | ---------- | ---- |
| Primera División de Costa Rica | Deportivo Saprissa | Costa Rica | 2014 |
| Primera División de Costa Rica | Deportivo Saprissa | Costa Rica | 2015 |